# The Theatre, Göteborg
The Theatre är en konsert- och evenemangsscen i Göteborg som invigdes den 9 november 2014. The Theatre har plats för 2000 gäster och förutom teater, konserter och shower anordnas kongresser och mässor. The Theatre ingår i Nordens största hotellkomplex, Gothia Towers.